# Canal iónico sensível a ácidos
O canal iónico sensível a ácidos é um canal activado por protões. Faz parte de um subgrupo da família de proteínas DEG/ENaC, relativa a canais de sódio epiteliais/degenerina. São formados, com base na estrutura cristalina da proteína ASIC1a em galinhas, por 3 subunidades, formando esta estrutura trimérica um canal. Pontes dissulfídicas são importantes par a agregação das várias subunidades. Estes canais fazem a condução de vários catiões, em especial sódio (Na+) e cálcio (Ca2+). A condutância de sódio é, no entanto, de maior importância do ponto de vista fisiológico. Existem 5 subunidades que podem se combinar para formar este tipo de canais. Estas subunidades são codificadas por três genes, ACCN2, ACCN1 e ACCN3.
A abundância do canal 1A é elevada no núcleo accumbens, uma estrutura cerebral com relação a comportamentos aditivos. O canal 1A pode também estar envolvida na aprendizagem associativa, e a sua inactivação na zona referida poderá levar a problemas relacionados com a memória e aprendizagem.